# Villa Maria (Taradell)
La Villa Maria és una obra modernista de Taradell (Osona) protegida com a Bé Cultural d'Interès Local.

## Descripció
Casa que forma part de les del carrer de Sant Sebastià. És de planta rectangular i el costat més estret pertany a la façana. Consta de tres pisos: la planta baixa presenta un gran portal d'entrada i una finestra amb dues columnetes al centre. Al primer pis hi ha dues balconades amb baranes de ferro bellament treballades. El cos de l'esquerre és de menys alçada que el de la dreta, el qual presenta una decoració amb columnes salomòniques adossades, un òcul i al damunt una decoració d'estuc seguint el ramejat de tot l'edifici amb la data de construcció de 1911. Al tercer pis l'espai està repartit en dues parts, ja que a l'esquerre forma una terrassa i a la dreta, al darrere, l'edifici continua. La teulada és a dues vessants amb el carener paral·lel a la façana i està decorada. Els elements de construcció són molt variats com és usual en els edificis modernistes. Els materials en aquest cas són: la pedra, el guix, el totxo, l'estuc, el mosaic, el ferro i la fusta.

## Història
Aquesta casa fou edificada a principis del segle xx, moment en què Taradell es converteix en centre d'estiueig i són diverses les que s'hi aixecaren durant aquesta època, amb les mateixes característiques que l'estudiada. Es desconeix el nom de l'arquitecte que feu el projecte, ja que a l'any 1945 canvià de propietari i no s'han fet indagacions al respecte.